# Marlón Cornejo
Marlón Cornejo (sinh ngày 14 tháng 9 năm 1993) là một cầu thủ bóng đá người El Salvador thi đấu ở vị trí tiền vệ trái cho Santa Tecla.

## Danh hiệu
- Santa Tecla
  - Primera División (1): Clausura 2015